# Dulinius
Dulinius is een geslacht van wantsen uit de familie van de Tingidae (Netwantsen). Het geslacht werd voor het eerst wetenschappelijk beschreven door William Lucas Distant in 1903.

## Soorten
Het genus bevat de volgende soorten:

- Dulinius bellus Drake, 1948
- Dulinius burgeoni Schouteden, 1953
- Dulinius conchatus Distant, 1903
- Dulinius congruus Drake, 1953
- Dulinius distinctus Duarte Rodrigues, 1982
- Dulinius explanatus Duarte Rodrigues, 1987
- Dulinius fasciatipennis Linnavuori, 1977
- Dulinius inflatus Duarte Rodrigues, 1979
- Dulinius kraussi Drake, 1953
- Dulinius maculatus Duarte Rodrigues, 1979
- Dulinius pulchrus (Schouteden, 1916)
- Dulinius unicolor (Signoret, 1861)